# Uracanthus acutus
Uracanthus acutus là một loài bọ cánh cứng trong họ Cerambycidae.